# Людвиг, Рольф
Рольф Лю́двиг (нем. Rolf Ludwig; 28 июля 1925, Стокгольм, Швеция — 27 марта 1999, Берлин, Германия) — немецкий актёр театра, кино и телевидения.

## Биография
Учился картографии. В 1942 году мобилизован на Трудовой фронт, а в 1943 году становится лётчиком. Был сбит и оказался в британском плену. В лагере под Шеффилдом увлёкся театральной самодеятельностью. По окончании Второй мировой войны выступал в различных театрах. В кино с 1952 года («Его большая победа»). В 1947 году становится актёром Дрезденского театра. В 1950—1960-х годах работал в Фольксбюне Берлин. Работал в кино, на телевидении и на радио.

## Фильмография

### Актёр
- 1952 — Его большая победа / Sein großer Sieg — журналист
- 1953 — / Die Unbesiegbaren — певец
- 1955 — / Wer seine Frau lieb hat — Гюнтер Хиллиг
- 1955 — / Sommerliebe — Шён-мл.
- 1956 — / Drei Mädchen im Endspiel — Макс Моор
- 1956 — Чёртов круг / Der Teufelskreis — Панхин
- 1956 — Саламейский алькальд / Der Richter von Zalamea — Ребольедо
- 1956 — Томас Мюнцер / Thomas Müntzer — Фальтин Шпац
- 1956 — Я жажду / Mich dürstet — Церефино
- 1956 — Капитан из Кёльна / Der Hauptmann von Köln — Альберт Гауптман
- 1957 — Колючка — Общественная игра / Das Stacheltier — Das Gesellschaftsspiel — Ganove Tommy (к/м)
- 1958 — Вольпоне / Volpone — Моска (ТВ)
- 1959 — По особому заданию / Im Sonderauftrag — оберлейтенант Арендт
- 1959 — Огниво / Das Feuerzeug — солдат — главная роль
- 1959 — Маленький Куно / Der kleine Kuno — журналист
- 1960 — Жизнь начинается / Das Leben beginnt — Бенно Бреннер
- 1960 — Час испытаний / Hochmut kommt vor dem Knall — Антон Визель
- 1960 — Им сегодня за сорок / Die heute über 40 sind
- 1961 — Операция «Гляйвиц» / Der Fall Gleiwitz — врач-СС-овец
- 1961 — Итальянское каприччио / Italienisches Capriccio — Карло Гоцци
- 1961 — / Der Mann mit dem Objektiv — OS / Мартин Мартен
- 1964 — Много шума из ничего / Viel Lärm um nichts — Бенедикт
- 1964 — Вольпоне / Volpone — Моска (ТВ)
- 1965 — Пока я жив / Solange Leben in mir ist — оберлейтенант прусской армии
- 1965 — Бегство в безмолвие / Flucht ins Schweigen — Карл Райнхольд
- 1967 — Маленький человек — что же дальше? / Kleiner Mann — was nun? — Франц Шлютер, актёр (ТВ)
- 1968 — Прощание / Abschied — прокурор Гастль
- 1968 — Женитьба / Die Heirat — Илья Фомич Кочкарёв (ТВ)
- 1968 — Барышня, вы мне нравитесь / Jungfer, Sie gefällt mir — нотариус Лихт
- 1968 — Русские идут / Die Russen kommen — отец Вальхер
- 1969 — Его Высочество, товарищ принц / Seine Hoheit — Genosse Prinz — Каспар Май
- 1970 — / Der Streit um den Sergeanten Grischa — бородатый унтер-офицер (ТВ)
- 1970 — Смертельная ошибка / Tödlicher Irrtum — Кид Кирни
- 1970 — Сеть / Netzwerk — Мельцер
- 1971 — Оптимистическая трагедия / Optimistische Tragödie — вожак (ТВ)
- 1971 — н. в. — Телефон полиции — 110 / Polizeiruf 110 — Эвальд Шульц (сериал)
- 1971 — Карьера / Karriere — отец Вальхер
- 1971 — Несмотря ни на что / Trotz alledem! — пруссак
- 1971 — Третий / Der Dritte — Грдличка
- 1971 — Лекарь поневоле / Der Arzt wider Willen (ТВ)
- 1972 — Легенда о Пауле и Пауле / Die Legende von Paul und Paula — профессор
- 1973 — Цемент / Zement — Жидкий, секретарь парткома (ТВ)
- 1974 — На дне / Nachtasyl — Сатин (ТВ)
- 1975 — Лотта в Веймаре / Lotte in Weimar — придворный маг
- 1975 — Пирамида для меня / Eine Pyramide für mich — Balaschin
- 1976 — Реквием по Хансу Грундигу / Requiem für Hans Grundig — Ханс Грундиг
- 1977 — Секретные материалы / Die Geheimakte (ТВ)
- 1977 — / Camping-Camping — Альфред Поммеранц (ТВ)
- 1977 — Разбойники поневоле / Wer reißt denn gleich vorm Teufel aus — король
- 1977 — Я заставлю тебя жить / Ich zwing dich zu leben — учитель Грюблер
- 1978 — Поджигай, едет пожарная машина / Zünd an, es kommt die Feuerwehr — Мюллер
- 1980 — Невеста (в советском прокате «Дом с тяжёлыми воротами») / Die Verlobte — тюремный врач
- 1980 — Мельница Левина / Levins Mühle — Скарлетто
- 1982 — Лебединая песня / Schwanengesang (ТВ)
- 1983 — / Der Mann und sein Name — Ломер (ТВ)
- 1983 — Мориц с афиши / Moritz in der Litfaßsäule — дворник
- 1984 — Странная любовь / Eine sonderbare Liebe — де ла Мотт
- 1984 — Когда другие молчат / Wo andere schweigen — Густав
- 1984 — Вариант Грюнштайна / Die Grünstein-Variante — Гарштецкий (ТВ)
- 1985 — Моя жена Инга и моя жена Шмидт / Meine Frau Inge und meine Frau Schmidt — референт
- 1986 — Школьный призрак / Das Schulgespenst — завхоз Пауль Поттер
- 1986 — / Das Buschgespenst — Густав «Арндт» Брандт (ТВ)
- 1987 — Бебель и Бисмарк / Bebel und Bismarck — Герсон фон Бляйхрёдер (ТВ)
- 1987 — / Stielke, Heinz, fünfzehn… — Шляйтер
- 1987 — / Einzug ins Paradies — герр Вальк (сериал)
- 1987 — / Sansibar oder Der letzte Grund — ресторатор Пауль (ТВ)
- 1987 — Тёмный замок / Die schwarze Burg — рассказчик, озвучивание (анимация)
- 1991 — Штайн / Stein — Штайн
- 1992 — Ленц / Lenz — Зайдель (ТВ)
- 1992 — Трио / Das Trio (ТВ)
- 1992 — / Das Land hinter dem Regenbogen — доктор Прост
- 1995 — Церковь святого Николая / Nikolaikirche — духовник Райхенборк (ТВ)
- 1997 — Зимний ребёнок / Winterkind — Йонатан (ТВ)

## Награды
- 1973 — Национальная премия ГДР II класса
- 1982 — Премия 2-го Национального кинофестиваля ГДР за лучшее исполнение мужской роли второго плана (за роль в фильме 1980 года «Невеста»)